# Richard Geller
Richard Geller (* 25. April 1927 in Wien; † 1. Juli 2007 in Grenoble) war ein französischer experimenteller Kernphysiker und Plasmaphysiker. 
Geller studierte am Conservatoire National des Arts et Métiers in Paris und wurde 1954 bei Francis Perrin an der Sorbonne in Physik promoviert. Auf Einladung von Frédéric Joliot-Curie war er ab 1948 beim CEA, wo er den Rest seiner Karriere blieb. In den 1960er Jahren entwickelte er Elektron-Zyklotron-Resonanz-Heizungen für die Plasmaphysik im Rahmen der kontrollierten Fusion. In den 1970er und 1980er Jahren entwickelte er mit seiner Gruppe in Grenoble Elektron-Zyklotron-Resonanz-Ionenquellen (englisch Electron Cyclotron Resonance Ion Source, ECRIS) und setzte sich für ihren Einsatz in Beschleunigern ein (für Teilchenphysik, Kernphysik, medizinische Anwendungen). 1992 ging er beim CEA in den Ruhestand und ging ans Institut des Sciences Nucleaires in Grenoble, wo er eine neue ECR-Methode entwickelte, die an radioaktiven Ionenstrahlen in der Kernphysik eingesetzt wurde.
1961 bis 1962 forschte er an der Stanford University, wo er das erste Bumpy Torus Plasma entwickelte.
1983 erhielt er den Prix Gegner der Academie des Sciences und 1987 den Prix du CEA. 2001 erhielt er den Tom-W.-Bonner-Preis für Kernphysik mit Claude Lyneis.
Ein Preis der Firma Pantechnik (Hersteller von ECR-Quellen) ist nach ihm benannt.

## Schriften
- Electron cyclotron resonance Ion Sources and ECR Plasmas, Institute of Physics Publ., Bristol/Philadelphia 1996